# Эксперимент Зинченко
Экспериме́нт Зи́нченко П. И. — серия экспериментов в психологии памяти, которые были описаны в 1939 году, психологом Петром Ивановичем Зинченко, заведующим кафедрой психологии и руководителем психологической лаборатории Харьковского университета в статьях «Проблема непроизвольного запоминания» (1939), «О забывании и воспроизведении школьных знаний» (Научн. записки Харьковского пед. ин-та иностр. языков. 1939. Т. 1. С. 189—213.), а позднее в книге «Непроизвольное запоминание».
В них демонстрировалась зависимость эффективности непроизвольного запоминания от характера немнемической деятельности.

## Структура эксперимента Зинченко П. И. о зависимости непроизвольного запоминания от его места в деятельности человека
Задачами исследования были:
- Изучение зависимости эффективности непроизвольного запоминания от степени активности деятельности и её содержания;
- Изучение зависимости эффективности непроизвольного запоминания от места материала в структуре деятельности;
- Изучение зависимости эффективности непроизвольного запоминания от уровня овладения определёнными способами работы над материалом и возраста испытуемых;
- Разработка практических рекомендаций (прежде всего — педагогических), на основе данных, полученных в исследовании.

### Стимульный материал, использовавшийся в исследовании
Стимульным материалом были выбраны картонные карточки (15 штук), на каждой из которых изображен один предмет. Двенадцать предметов (из пятнадцати) можно классифицировать на четыре группы: первая группа: примус, чайник, кастрюля; вторая группа: барабан, мяч, игрушечный медвежонок; третья группа: яблоко, груша, малина; четвёртая группа: лошадь, собака, петух. Оставшиеся три карточки нельзя было отнести ни к одной из перечисленных групп, на них изображены: ботинки, ружье, жук. Кроме изображения на карточках в правом верхнем углу было размещено число, написанное чёрной тушью. Перечень чисел: 1, 7, 10, 11, 16, 19, 23, 28, 34, 35, 39, 40, 42, 47, 50.
Во второй серии эксперимента место чисел использовались значки: они были составлены из сочетания трех форм (крестик, кружочек, палочка) и пяти цветов (красный, синий, чёрный, зелёный и жёлтый) таким образом, чтобы ни один из них не повторял другого.
В третьей серии эксперимента стимульным материалом стали 30 карточек, аналогичные карточкам из первой серии. Все изображения были подобраны таким образом, чтобы их можно было попарно распределить по двум признакам: 1 — предметы, начинающиеся на одну и ту же букву (например, мяч-молоток); 2 — сопоставление по смысловому признаку (например, замок-ключ).
Испытуемые
Испытуемыми были дети дошкольного, младшего и среднего школьного возраста, а также взрослые.

### Методика исследования

#### Первая серия эксперимента
Испытуемым предлагалось осуществлять деятельность познавательного характера, её содержание менялось в зависимости от возраста испытуемых.
С дошкольниками опыт проводился в формате игры, в которой было необходимо разложить карточки с изображением предмета в разные области стола, были условно обозначены экспериментатором, как пространство для кухни, детской комнаты, сада и двора. Карточки, которые не подходили ни к одной из перечисленных категорий следовало положить около себя как «лишние».
Для испытуемых более старшего возраста — учеников и взрослых, ставилась задача разложить по группам (классифицировать) карточки по содержанию изображенным на них предметам, «лишние» карточки следовало отложить отдельно в сторону.
После совершения действий карточки убирались со стола экспериментатором и испытуемым было необходимо припомнить изображенные на них числа и предметы.

#### Вторая серия эксперимента
Перед началом эксперимента испытуемым говорилось о том, что опыт будет проверять их умение внимательно работать, а ошибки, выявленные в процессе решения поставленной задачи, будут фиксироваться и служить показателем внимательности испытуемого (это делалось для обеспечения более серьёзного отношения к выполняемой задаче). Испытуемым предлагалось разместить 15 карточек на картонном щите, на котором были наклеены 15 белых квадратиков, совпадающих по размеру с площадью карточек, из них: 12 квадратиков образовывали квадратную раму (размером: 4х4), а 3 были расположены отдельно в столбик.
Карточки были специально разложены перед испытуемым таким образом, чтобы числа, изображенные на карточках, не создавали определённого порядка в своем расположении. На время объяснения инструкции, карточки с изображением предметов и чисел закрывались. Перед испытуемым ставилась задача: выложить на картонном щите раму и столбик из карточек таким образом, чтобы числа, которые были на них наклеены расположились в порядке возрастания.
Эта серия эксперимента (также, как и предыдущая) была адаптирована для детей дошкольного возраста: вместо числа на карточках был наклеен особый значок (все 15 значков были различны и были составлены из сочетания трех форм (крестик, кружочек, палочка) и пяти цветов (красный, синий, чёрный, зелёный и жёлтый). Такие же значки были наклеены на квадратиках рамки и столбика, которые были изображены на картонном щите. На столе карточки были расположены случайным образом: они не создавали того порядка, в котором были представлены на щите. Перед испытуемым ставилась задача: накладывать на каждый квадратик рамки и столбика ту карточку, на которой был такой же значок, что и на квадратике. Таким образом у испытуемого создавалась необходимость поиска определённой карточки для каждого квадратика с соответствующим значком. После выполнения задания испытуемым предлагали назвать предметы, которые были изображены на карточках.
Первая и вторая методика была адаптирована для проведения на большой группе людей (индивидуальные эксперименты охватили 354 испытуемых, проводились со средними и старшими дошкольниками, с младшими и средними школьниками и взрослыми; групповые опыты проводились с учениками 2, 3, 4, 5, 6 и 7 классов и со студентами (всего 1212 испытуемых)).
Обе серии эксперимента были противопоставлены друг другу: в первой серии объектом непроизвольного запоминания выступали числа, во второй серии — изображения предметов.

#### Третья серия эксперимента
Однако результаты первых двух серий могли быть следствием направленности внимания, а не направленности деятельности, следовательно, результаты нуждались в проверке. Для этого была проведена третья серия эксперимента.
До начала опыта на столе раскладывались 15 картинок. После начала эксперимента испытуемому предлагались другие 15 картинок, которые ему было необходимо сопоставить с уже лежащими на столе таким образом, чтобы они начинались на одну букву (например, молоток-мяч, парта-паровоз и т. д.). Второй опыт предполагал сопоставление по смысловому признаку (например, замок-ключ, арбуз-нож и т. п.). После выполнения вышеописанных задач перед испытуемым ставилась новая задача — постараться припомнить как можно больше чисел и предметов, которые были изображены на карточках.
Особенно следует отметить тот факт, что во всех сериях испытуемые осуществляли деятельность немнемического характера, перед ними не ставилась задача произвольного запоминания (запомнить предметы и цифры, изображенные на карточках).

### Обработка результатов исследования
Показателями запоминания были выбраны среднеарифметические показатели воспроизведения изображенных предметов или чисел (знаков) для каждой группы испытуемых. О надежности полученных результатов говорят крайне собранный характер статистических рядов по каждой серии эксперимента и каждой группе испытуемых, принципиальное совпадение показателей индивидуального эксперимента с показателями группового, который был получен на большой группе испытуемых.

### Результаты исследования и вывод
Отмечается закономерная тенденция к повышению показателей произвольного запоминания картинок и чисел (как предметов деятельности) с возрастом. Показатели непроизвольного запоминания картинок и чисел (как фоновых раздражителей) выражают противоположную тенденцию: чем старше человек — тем меньше уровень запоминания предметов, которые не были предметом целенаправленной деятельности. Более того, стоит отметить тот факт, что в младших возрастах непроизвольное запоминание с применением некоторого когнитивного действия (и средства) оказывается более эффективным, чем произвольное запоминание с применением такого же действия. Возраст, в котором происходит «Переломный» момент в соотношении продуктивности непроизвольного и произвольного опосредствованного запоминания, зависит от сложности выполняемого действия. Также отмечается тенденция к повышению показателей непроизвольного запоминания от степени активности деятельности и её содержания (чем более активна и содержательна деятельность — тем лучше результаты непроизвольного запоминания).

## Значение исследований, проведенных П. И. Зинченко
Многолетние исследования П. И. Зинченко, которые были посвящены проблемам памяти, несомненно основываются на работах психологической теории деятельности (основные разработчики — А. Н. Леонтьев и С. Л. Рубинштейн), однако считать его лишь последователем этой школы было бы ошибочным решением. Уже первые работы П. И. Зинченко концептуально основывались на деятельностном подходе, следовательно, его можно считать одним из основателей теории деятельности. П. И. Зинченко на примере памяти убедительно показал значимость такого центрального теоретического конструкта этой теории, как «место содержания сознания в структуре деятельности», в качестве объяснительного и предсказательного принципа.
Благодаря исследованиям П. И. Зинченко был открыт и изучен целый ряд мнемических эффектов, таких как:
1. Эффект совместимости (несовместимости) мнемической и познавательной задач (Эффект интерференции задач): познавательная активность не помогает, а наоборот мешает произвольному запоминанию (и обратно);
2. Структурно деятельностные эффекты (материал, который является целью действия, запоминается более эффективно, чем тот же материал, относящийся к условиям достижения цели);
3. Негативный эффект возраста (превосходство первоклассников над более старшими возрастными группами в непроизвольном запоминании чисел при решении арифметических задач);
4. Эффекты деятельностного опосредствования:
  1. Эффект уровня обработки;
  2. Эффект активности: лучшая продуктивность запоминания материала наблюдается при выполнении познавательной задачи, опирающейся на содержательные и активные способы обработки материала, по сравнению с произвольным запоминанием без достаточной умственной обработки.
5. Эффект места материала в структуре деятельности: зависимость продуктивности запоминания от места материала в структуре деятельности: его отношение к цели деятельности и её условиям достижения или же является фоновым;
6. Эффект генерации (согласно Н.Сламека и П.Граф), превосходство запоминаемости материала, который придумывается самим испытуемым, по сравнению с материалом, который он получает в готовом виде);
7. Эффект мотивации и др.

## Вывод
На основе результатов исследования П. И. Зинченко были созданы педагогические рекомендационные материалы по преодолению у младших школьников привычки механического запоминания. Они основывались на общей рекомендации выделять и различать познавательные и мнемические задачи, так как: во-первых, установка на запоминание может мешать решению познавательной задачи; во-вторых, одновременная установка как на запоминание, так и на познание материала, может снизить продуктивность решения обеих задач, в таком случае более эффективной является установка на понимание материала, которая автоматически мобилизует ресурсы непроизвольной памяти. Таким образом, П. И. Зинченко предлагает радикальный вариант решения проблемы: он советует педагогам формировать процессы обучения с акцентом на понимание изученного материала и специально ограничивать все процессы, направленные на запоминание.
П. И. Зинченко внес весомый вклад в развитие деятельностной концепции памяти. Его исследования послужили развитию не только психологической науки, но и развитию педагогики и систем воспитания. Была разработана сравнительная методика проведения исследования произвольной и непроизвольной памяти, с помощью которой был открыт и изучен целый ряд мнемических эффектов.